# ぎゅーとら
株式会社ぎゅーとらは、三重県の伊勢志摩を中心に店舗を展開するスーパーマーケットの運営企業である。
CGCグループに加盟しており、本社は三重県伊勢市。

## 概要
1929年（昭和4年）に清水虎吉が大阪市で精肉店「うし虎」を開いたのが始まりである。
1949年（昭和24年）に伊勢市に店舗を移転し、1954年（昭和29年）7月には「清水産業」を設立して法人化した。
1964年（昭和39年）7月2日に営業部門を独立する形で「牛虎」を設立して、同月伊勢市内にスーパーマーケット1号店の「曽祢店」を開店した。
1984年（昭和59年）7月に株式会社に改組して「株式会社牛虎」になり、2002年（平成14年）5月に「株式会社ぎゅーとら」に社名を変更した。
本社のある伊勢市を中心とした地域密着型の運営を行い、中南勢地域に店舗を展開してきた。
2012年（平成24年）7月には、松阪市にドライ・チルドの通過型のセンター機能のほかに、精肉・鮮魚から惣菜までの加工も行う集中加工センター機能も併設など幅広い機能を持つ新たな物流センターを開設した。
このセンターは従来の物流センターよりも約20km北上した場所に立地していることから三重県全域への配送が可能であり、三重県内全域への出店が可能となった。
また、40店舗500億円まで対応が可能な規模の施設となっており、出店ペースを2年で3店舗に増やして規模拡大を図り、2022年（令和4年）には年間売上高500億円を目指すことになった。

## 経営哲学
清水秀隆社長自身が作詞作曲を手掛けることから、ピーター・ドラッカーだけでなく、ビートルズやコブクロなどの芸術系からも取り入れる独特の経営哲学を標榜し、「好感度＆高感度スーパー」を目標として事業展開している。
顧客、従業員、取引先、株主、地域社会、行政、環境を7つの利害関係者と呼び、7者の間で順位はなく、異なる役割を果たすものとしており、過剰な消費者優先思想を表わす言葉の「お客さまは神様です」とは一線を画す方針を清水秀隆社長が唱えている。

### 7つの利害関係者
顧客は利益の源泉で、従業員は幸福の循環起点であり、取引先とは信頼関係で結ばれ、株主は資本提供者として事業に貢献する。
また、地域社会とは顧客満足度向上活動などで繋がり、行政とは様々な活動で協力体制にあり、環境問題に関しては法令を順守することを通じて利害関係があるとしている。

## 社会貢献事業
地元の伊勢市でおはらい町などを舞台に行われる「お伊勢さんマラソン」に赤福などと共に協賛している。
2012年（平成24年）3月27日にぎゅーとらラブリー津渋見店に売上げの一部を津の伝統行事「津まつり」に寄贈する地域貢献型自動販売機を設置している。同機は、キリンビバレッジ中部圏地区本部の地域貢献型自動販売機としては1号機である。

## 沿革
- 1929年（昭和4年） - 精肉店｢うし虎｣として大阪で創業[5]。
- 1949年（昭和24年） - 三重県伊勢市に店舗を移転[5]。（明倫商店街に精肉店「うし虎總本店」を開業）
- 1954年（昭和29年）7月 - 「清水産業」を設立して法人化[1]。
- 1964年（昭和39年）
  - 7月2日 - 営業部門を独立する形で有限会社牛虎を設立[1]。
  - 7月[1] - スーパーマーケット1号店となる曽祢店を出店[5]。
- 1994年（平成6年）9月 - ハイジー店の売り場面積を5倍に拡大、以後スーパーマーケットの大型化を推進[13]。
- 2002年（平成14年） - 商号を「ぎゅーとら」に変更[1]。

## 店舗

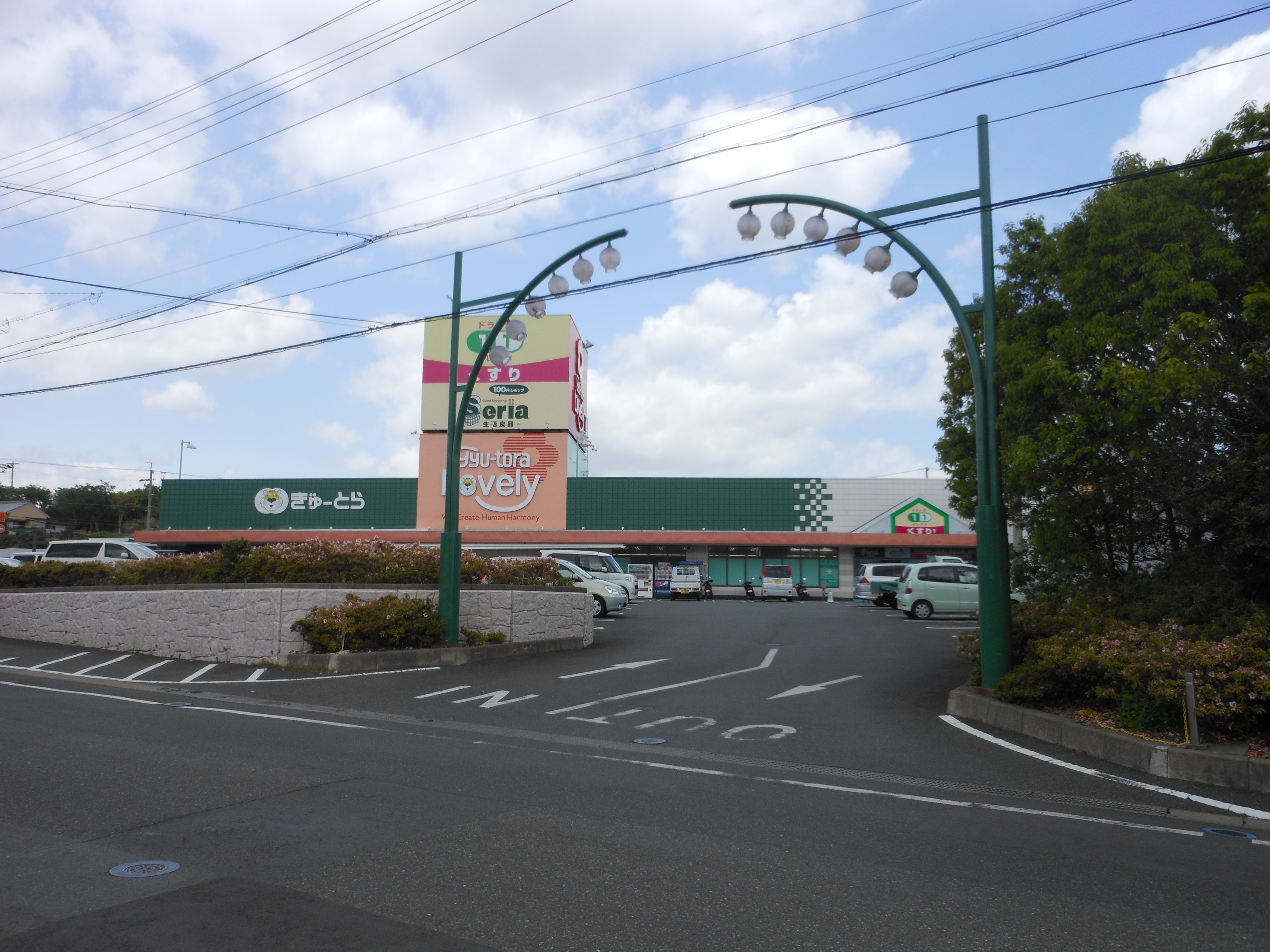
店舗の例（ラブリー志摩店）

「エンジェル店」、「ラブリー○○店」といった、ユニークな店名が特徴である。
- 三重県伊勢市 - グラムマート宮町店[注釈 1]、小俣店、クックエディーズ八間通店、ハイジー店、二俣店[注釈 2]、ラブリー神田久志本店、ラブリー藤里店、うらのはし店（2024年6月8日開店[14]）
- 三重県津市 - ラブリー久居店、一志店[注釈 3]、クックエディーズ津新町[注釈 4]、ラブリー渋見店（2009年5月20日開店）、ラブリー芸濃店
- 三重県志摩市 - ハッピー店、ラブリー志摩店、メイト店、パワーマート志摩店、フレッシュ店
- 三重県鳥羽市 - 鳥羽店[注釈 5]
- 三重県松阪市 - 下村店、ラブリー大黒田店、ラブリー長月店[注釈 6]
- 三重県多気郡明和町 - ラブリー明和店（2008年4月12日開店）
- 三重県度会郡南伊勢町 - 五ヶ所店
- 三重県鈴鹿市 - ラブリー平田店（2013年9月14日開店）、鈴鹿エース店（2015年（平成27年）4月25日開店[15]、「トラカフェ食堂」を併設[15]。）
- 三重県伊賀市 - ラブリー伊賀西明寺店（2016年11月26日開店）[16]
- 三重県名張市 - ラブリー蔵持店（2020年11月22日開店[17]。）

### 過去にあった店舗
- 三重県伊勢市
  - 楠部店（2008年現在 洋服の青山 伊勢インター店）
  - 御木本通店[注釈 7]。
  - 豊浜店　2006年5月28日閉店
  - ラブリー辻久留店　2008年9月30日をもって閉店
  - 古市店　
  - 二見店　2013年8月31日閉店
  - コア店（2024年5月31日閉店[14]、閉店後に後継店舗うらのはし店が旧コア店の道路向かい側に開店した[14]）
- 三重県鳥羽市
  - 鳥羽西店
  - 鳥羽東店
- 三重県松阪市
  - ラブリー塚本店
  - 牛虎平生町店
- 三重県名張市
  - 名張桔梗が丘店（2018年9月1日開店、2020年10月31日閉店[18][19]）

## ポイントカード
- 2008年現在、ポイントカードとして、「ふれあいカード」と「ぎゅーとらカード」を発行している。どちらも500ポイント貯まるとレジで現金500円と交換できる。

### ふれあいカード
- 購入価格200円（税抜）単位（2007年3月までは105円（税込）単位であった。）で1ポイント加算される。

### ぎゅーとらカード
- 2007年4月5日より発行しているカードで、クレジットカード（OMC JCB）機能が付加されたポイントカード。年会費は永年無料であったが、2012年3月より、年間5万円以上のクレジット利用で無料となり、それ以外は年会費1050円（家族会員315円）と有料化された[20]。
- 現金払いの場合は「ふれあいカード」と同じ。クレジット払いの場合は、購入価格200円（税込）単位で1ポイント加算される。
- 付帯保険は紛失・盗難、ネットセキュリティサービス、ショッピング、海外・国内旅行傷害。国内旅行は利用付帯、海外旅行は自動付帯。
- 2015年11月06日より、ぎゅーとらカード(OMC+VISA/MasterCard/JCB)は、Speedpass+が、追加登録可能になった。Quicpay(カード型またはモバイル型)と、給油サービスに限られたSpeedpassは、併用出来る。

### その他
- 2009年4月30日まではレジ袋を断った場合、別途2ポイントが加算されていた（エコポイント）。2009年4月1日までに全店舗でレジ袋有料化の導入と同時に廃止となった。
- 2009年現在、毎週月曜日・木曜日はポイント3倍デー、土曜日はポイント5倍デーが設定され、税込2,100円以上購入の場合、現金払いでは購入価格210円（税込）単位で3ポイントおよび5ポイント、ぎゅーとらカードでのクレジット払いでは4ポイントおよび6ポイントが加算される。（2007年3月までは、ポイント2倍デーおよびポイント3倍デーであった。）

## キャラクター
「トラ吉君」・「トライくん」・「ラブちゃん」・「サル吉君」・「バニーちゃん」の5匹のマスコットキャラクターがいる。同社のロゴに描かれているのが「トラ吉君」である。2007年（平成19年）5月27日には伊勢市観光文化会館にて「ぎゅーとらキッズ倶楽部」の会員とその保護者を対象として、これらのキャラクターが出演するイベントが行われた。
特にトライくんは、同社公式サイト内に「トライくんの部屋」というウェブページがあるほか、プライベートブランドの「トライくん牛乳」を販売している。
三重テレビの全国高等学校野球選手権三重大会で高校野球限定のTVCM（ぎゅーとらのキャラクターが芝生でキャッチボールをするバージョンなど）が放送される。